# Alain Sarteur
Alain Sarteur (* 17. Juni 1946 in Plailly) ist ein ehemaliger französischer Sprinter.
Den Höhepunkt seiner internationalen Laufbahn erlebte er bei den Europameisterschaften 1969 in Athen. Als Startläufer der französischen Mannschaft in der 4-mal-100-Meter-Staffel feierte er zusammen mit Patrick Bourbeillon, Gérard Fenouil und François Saint-Gilles den Titelgewinn vor den Stafetten aus der Sowjetunion und der Tschechoslowakei. Außerdem errang er im 100-Meter-Lauf die Silbermedaille hinter dem späteren Olympiasieger Walerij Borsow aus der Sowjetunion und vor dem Schweizer Europameister über 200 Meter Philippe Clerc. 
Bei den Halleneuropameisterschaften 1970 in Wien wurde er Vierter über 60 Meter. Bei den Olympischen Spielen 1972 schied er über 100 Meter im Halbfinale aus.
1970 und 1972 wurde er Französischer Meister über 100 Meter, 1973 und 1975 Französischer Hallenmeister über 60 Meter.

## Bestzeiten
- 60 m (Halle): 6,80 s, 1975
- 100 m: 10,33 s, 21. Juli 1972, Colombes (handgestoppt: 10,0 s, 1. Mai 1971, Saint-Denis)
- 200 m: 20,7 s, 16. August 1969, Font-Romeu-Odeillo-Via